# Lori Petty

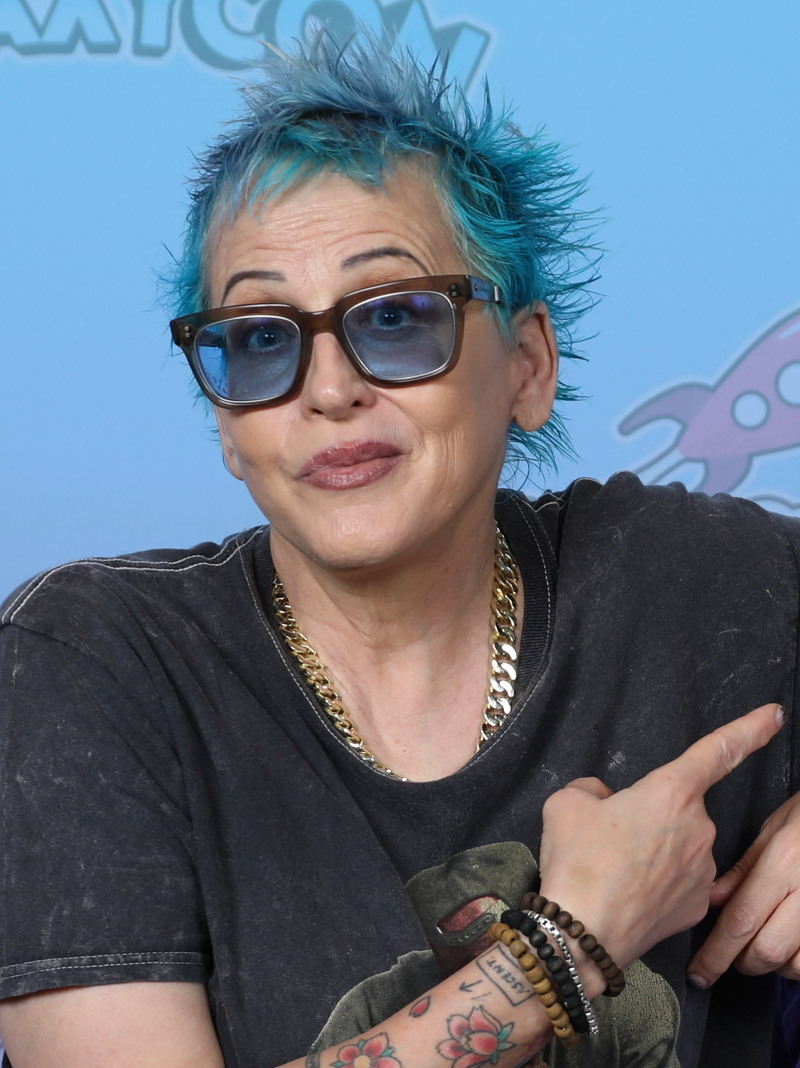
Lori Petty (2023)

Lori Petty (* 14. Oktober 1963 in Chattanooga, Tennessee) ist eine US-amerikanische Schauspielerin, Synchronsprecherin, Drehbuchautorin und Regisseurin.

## Leben
Lori Petty wuchs als älteste von drei Schwestern auf. Sie absolvierte im Jahr 1982 die North High School in Sioux City, Iowa. Danach arbeitete sie einige Jahre in Omaha als Grafikdesignerin.
Petty debütierte im Jahr 1985 in der Fernsehserie Der Equalizer. Im Fernsehfilm Bates Motel (1987) trat sie neben Jason Bateman auf. Im Thriller Gefährliche Brandung (1991) spielte sie an der Seite von Patrick Swayze und Keanu Reeves eine der größeren Rollen. Im Film Eine Klasse für sich (1992) trat sie neben Madonna, Tom Hanks und Geena Davis auf. 1993 spielte sie in Free Willy – Ruf der Freiheit die Rolle der Tiertrainerin Rae.
Im SF-Actionfilm Tank Girl (1995) übernahm Petty die Hauptrolle. In den Nebenrollen sind unter anderem Ice-T, Naomi Watts und Malcolm McDowell zu sehen. Eine weitere Hauptrolle spielte sie in der Fernsehserie Lush Life aus dem Jahr 1996. In der Komödie Relax … It’s Just Sex (1998) trat sie neben Seymour Cassel und Jennifer Tilly auf. Im Musikfilm Prey for Rock & Roll (2003) spielte sie eine der größeren Rollen an der Seite von Gina Gershon.
Sie übernahm außerdem einige Nebenrollen in Fernsehserien wie Booker, Star Trek: Raumschiff Voyager, CSI: NY, Dr. House  oder Orange Is the New Black.
Bei ihrem Spielfilm-Regiedebüt The Poker House verfilmte sie ihre eigene von Gewalt geprägte Kindheit.

## Filmografie (Auswahl)
Als Schauspielerin
- 1987: Stingray (Fernsehserie)
- 1987: Bates Motel (Fernsehfilm)
- 1988: Miami Vice (Fernsehserie, Folge S4E10)
- 1989: Perry Mason und der musikalische Mord (Fernsehfilm)
- 1989–1990: Booker (Fernsehserie, zehn Folgen)
- 1990: Cadillac Man
- 1991: Gefährliche Brandung (Point Break)
- 1992: Eine Klasse für sich (A League of Their Own)
- 1993: Free Willy – Ruf der Freiheit (Free Willy)
- 1993: Demolition Man
- 1994: In the Army Now – Die Trottel der Kompanie (In the Army Now)
- 1994: Auf Ehre und Gewissen (The Glass Shield)
- 1995: Tank Girl
- 1996: Countdown – Bombenterror in Seattle (Countdown)
- 1998: Relax … It’s Just Sex
- 1999: Star Trek: Raumschiff Voyager (Star Trek: Voyager, Fernsehserie, Folge 5x13)
- 2001: Out of Time – Der tödliche Auftrag (Firetrap)
- 2001: Route 666
- 2002: Emergency Room – Die Notaufnahme (ER, Fernsehserie, eine Folge)
- 2003: Prey for Rock & Roll
- 2004: The Karate Dog (Fernsehfilm)
- 2006: Cryptid
- 2008–2009: Dr. House (House M.D., Fernsehserie, drei Folgen)
- 2009: Prison Break (Fernsehserie, zwei Folgen)
- 2010: Chasing 3000
- 2014–2019: Orange Is the New Black (Fernsehserie, 21 Folgen)
- 2016: Gotham (Fernsehserie, Folge 2x14)
- 2016: Dead Awake
- 2017: Fear, Love and Agoraphobia
- 2017: Hawaii Five-0 (Fernsehserie, Folge 7×23)
- 2021–2022: Station Eleven (Fernsehserie, zehn Folgen)
- 2023: Völlig zerstört (Obliterated, Fernsehserie, eine Folge)

Als Regisseurin
- 2001: Horrible Accident
- 2008: The Poker House

Als Drehbuchautorin
- 1996: Lush Life (Fernsehserie, eine Folge)
- 2001: Horrible Accident
- 2008: The Poker House